# Works, Vol. 2
Works, Vol. 2 — шостий студійний альбом англійської групи Emerson, Lake & Palmer, який був випущений 10 листопада 1977 року.

## Композиції
1. Tiger in a Spotlight – 4:02
2. When the Apple Blossoms Bloom in the Windmills of Your Mind I'll Be Your Valentine – 3:56
3. Bullfrog – 3:49
4. Brain Salad Surgery – 3:05
5. Barrelhouse Shake-Down – 3:55
6. Watching Over You – 3:54
7. So Far to Fall – 4:55
8. Maple Leaf Rag – 2:00
9. I Believe in Father Christmas – 3:20
10. Close But Not Touching – 3:18
11. Honky Tonk Train Blues – 2:57
12. Show Me the Way to Go Home – 3:40

## Учасники запису
- Кіт Емерсон — орган, синтезатор, фортепіано, челеста, клавішні, орган Гаммонда, синтезатор Муґа
- Ґреґ Лейк — акустична гітара, бас-гітара, електрогітара, вокал
- Карл Палмер — перкусія, ударні